# Военизированная организация

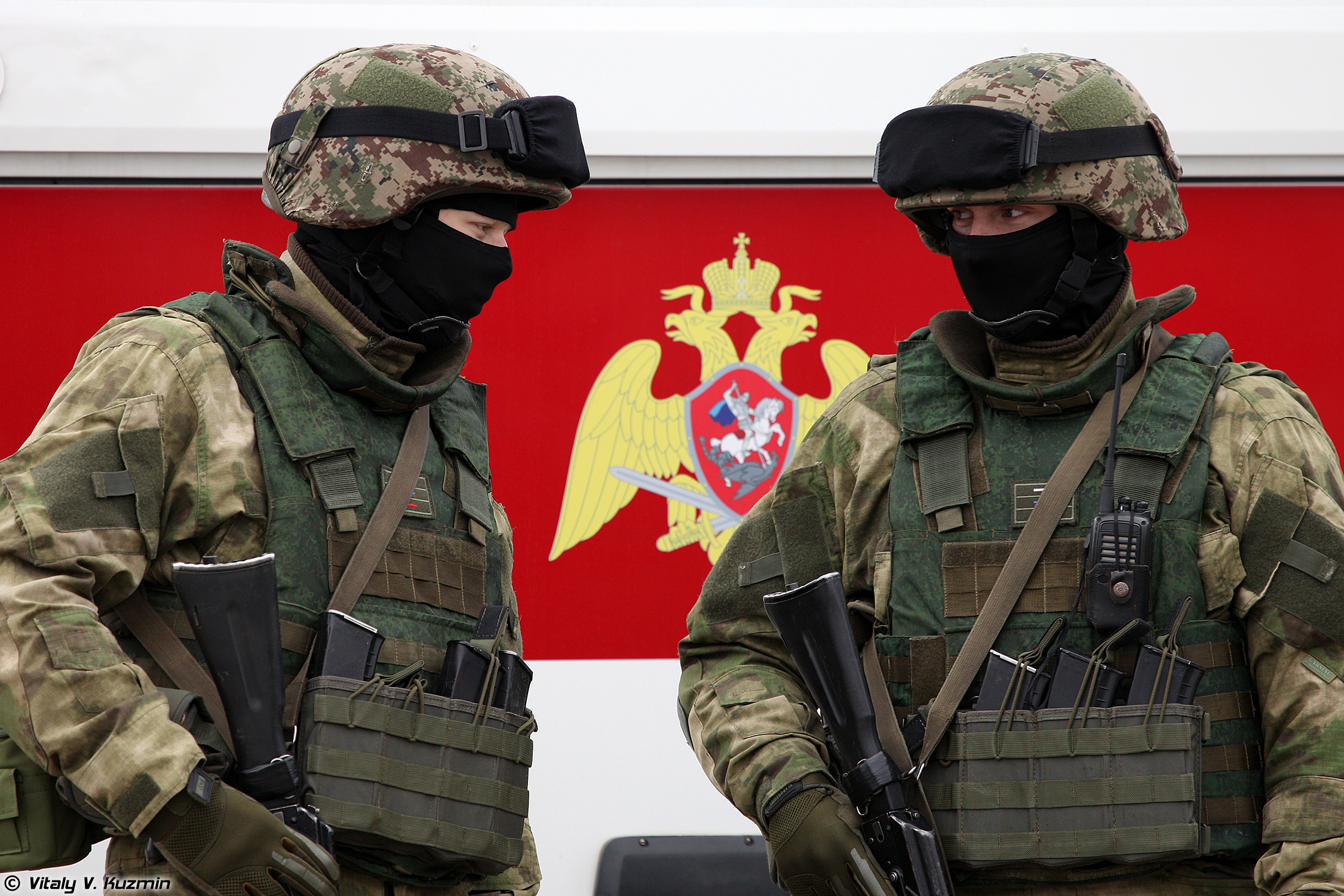
Служащие Росгвардии.

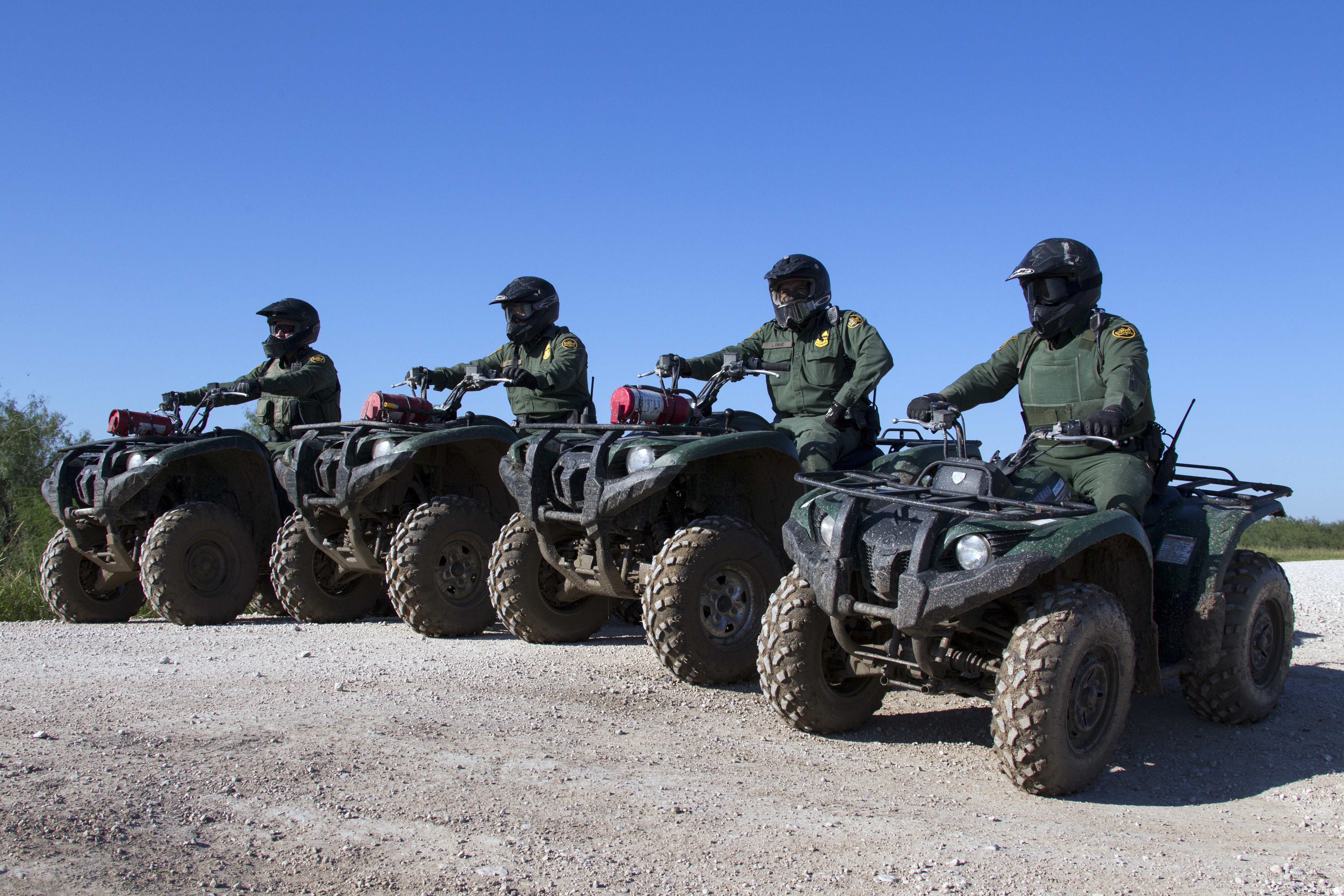
Служащие Пограничного патруля США на квадроциклах в южном Техасе.

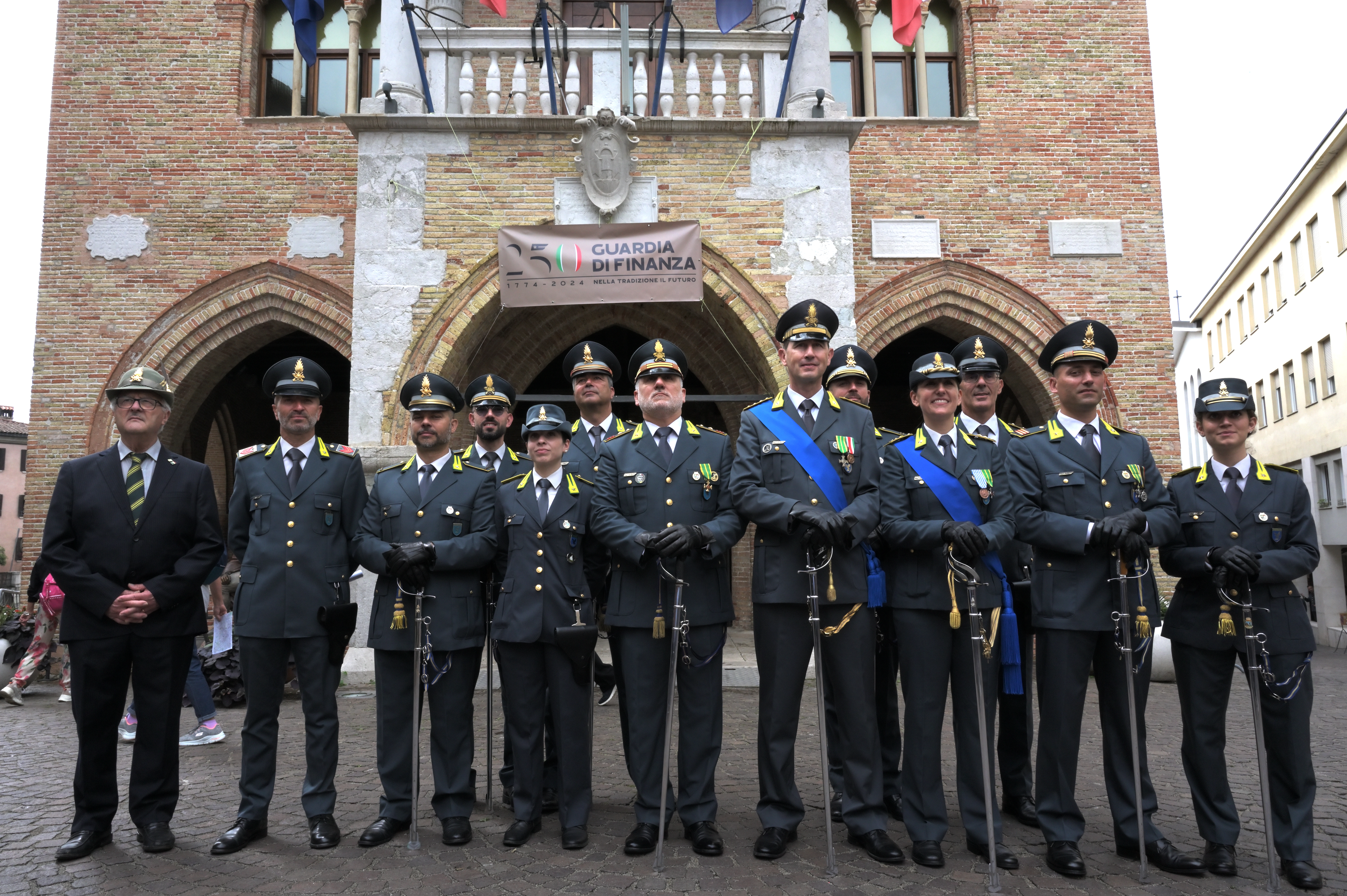
Служащие Финансовой гвардии Италии

Военизированная организация — вооружённая, организованная на военный лад организация. 
Существует деление на полицию гражданскую и военизированную. Военизация связана с приближением полномочий и целей к армейским. Исторически первой военизированной полицией считают полицию в Афинах IV века, которая состояла из рабов, не ведущих деятельность по своему усмотрению, а выполняющих приказы магистров.
Специальный термин военизированная организация используется в национальном законодательстве ряда государств и стран (с 1993 года в России и Беларуси) для обозначения государственного органа, который имеет право приобретать боевое ручное стрелковое и иное оружие. Перечень военизированных организаций в государстве устанавливается законом. В некоторых источниках их называют парамилитарная организация.

## СССР
Слово военизированная является новообразованием в русском языке, которое начало применяться в Союзе ССР, с середины 20-х годов XX века, в связи с началом военизации страны.
Военизированная организация (СССР) — специальный термин, используемый в законодательстве СССР с середины 20-х годов XX века для обозначения государственных парамилитарных (полувоенных) формирований (организаций) и структурных парамилитарных подразделений государственных органов (в том числе особых вооружённых отрядов), построенных по принципу воинских подразделений. Лица, поступившие на работу в военизированные организации, относились по своему статусу к милитаризованным работникам, на которых трудовое законодательство не распространялось и приравнивались по своим правам и обязанностям к военнослужащим, с учётом специфики деятельности.
С 1924 года начали использоваться термины:
- в русском языке военизированная охрана, ВОХР[6][7],
- в украинском языке — укр. воєнізована охорона[8].

С 3 января 1930 года применяется понятие военизированная пожарная организация
С апреля 1930 года в составе ОГПУ действовала Военизированная охрана ГУЛАГа, осуществлявшая охрану заключённых в лагерях и колониях.
С 1931 года действуют военизированные горноспасательные части.
С 18 февраля 1966 года стали создаваться военизированные подразделения вневедомственной охраны при органах милиции.
- Военизированная охрана (1924—1999)
- Внутренние войска МВД СССР (1918—1991)

## Беларусь
В законодательстве Республики Беларусь под военизированными организациями понимаются органы внутренних дел, органы финансовых расследований Комитета государственного контроля, органы и подразделения по чрезвычайным ситуациям. При этом существует система военизированной охраны.

## Российская Федерация
В законодательстве Российской Федерации с 1993 года используется специальный термин государственная военизированная организация, которым обозначают федеральные государственные органы (в том числе Министерство обороны Российской Федерации), имеющие на вооружении боевое ручное стрелковое и холодное оружие, предназначенное для решения боевых и оперативно-служебных задач.
При этом с 1991 года в России до 1999 года (как правовой институт), фактически до 2002 года продолжала действовать система ведомственной военизированной охраны — специализированных государственных ведомственных вооружённых парамилитарных подразделений, построенных по принципу воинских подразделений и предназначенных для охраны объектов инфраструктуры страны, имеющих важное государственное значение, а также грузов и иного имущества. Сотрудники охраны относились по своему статусу к милитаризованным работникам, на которых трудовое законодательство не распространялось и приравнивались по своим правам и обязанностям к военнослужащим, с учётом специфики деятельности.
В 1999 года на базе военизированной охраны была создана ведомственная охрана, в соответствии с законодательством не являющаяся парамилитарным формированием. Вместе с тем по непонятным причинам для подразделений охраны коммерческой организации ФГУП «Охрана» Росгвардии (ранее — ФГУП «Охрана» МВД России), созданной в 2005 году, применяется словосочетание военизированные и сторожевые подразделения организации, подведомственной федеральному органу исполнительной власти, осуществляющему функции по выработке и реализации государственной политики и нормативно-правовому регулированию в сфере деятельности войск национальной гвардии Российской Федерации.
Кроме того, в России для обозначения структурных подразделений противолавинной службы Федеральной службы по гидрометеорологии и мониторингу окружающей среды; горноспасательных служб и формирований; служб, участвующих в проведении противоградовых операций продолжают использовать термины военизированная часть, военизированная служба.

### Государственные военизированные организации
Перечень военизированных организаций установлен пп. а п. 10 части IV Постановления Правительства РФ от 21.07.1998 N 814 (ред. от 29.05.2023) «О мерах по регулированию оборота гражданского и служебного оружия и патронов к нему на территории Российской Федерации»:
- Министерство обороны Российской Федерации,
- Министерство внутренних дел Российской Федерации,
- Федеральная служба войск национальной гвардии Российской Федерации,
- Федеральная служба исполнения наказаний,
- Федеральная служба судебных приставов,
- Федеральная служба безопасности Российской Федерации,
- Служба внешней разведки Российской Федерации,
- Федеральная служба охраны Российской Федерации,
- Главное управление специальных программ Президента Российской Федерации,
- Федеральная таможенная служба,
- Министерство Российской Федерации по делам гражданской обороны, чрезвычайным ситуациям и ликвидации последствий стихийных бедствий
- Государственная фельдъегерская служба Российской Федерации (далее — государственные военизированные организации);

### Юридические лица с особыми уставными задачами
Юридические лица с особыми уставными задачами — предприятия и организации, на которые законодательством Российской Федерации возложены функции, связанные с использованием и применением служебного оружия.:Ст.4
- Ведомственная охрана Минфина;
- Ведомственная охрана Росрезерва;
- Ведомственная охрана Правительства Москвы;
- Федеральное государственное предприятие «Ведомственная охрана железнодорожного транспорта Российской Федерации» (ФГП ВО ЖДТ России);
- Главный центр специальной связи;
- Росинкас;
- Частные военные компании;
- Частные охранные предприятия/организации («ЧОП»/«ЧОО») — негосударственные частные военизированные организации, специально учреждённые для оказания охранных услуг, зарегистрированные в установленном законом порядке и имеющие лицензию на осуществление частной охранной деятельности на основании закона РФ от 11.03.1992 N 2487-1 "О частной детективной и охранной деятельности в «Российской Федерации».[24]

С 1 января 2010 года понятие «Предприятия, осуществляющие частную детективную и охранную деятельность» заменено на «Организации, осуществляющие частную охранную деятельность».
Также, в составе «Частных охранных предприятий» («ЧОП») существуют «группы быстрого реагирования» («ГБР») / «группы немедленного реагирования» («ГНР») — мобильные группы, осуществляющие срочный выезд по полученному в «ЧОП» сигналу тревоги и предпринимающие необходимые действия.

### Аварийно-спасательные службы и формирования
Некоторые организации выполняющие аварийно-спасательные работы, используют в исторически сложившимся наименовании термин военизированная.
Вооружённые ракетными установками, гаубицами, артиллерийскими орудиями и миномётами
- военизированные части, участвующие в проведении противоградовых операций, вооружённые ракетными установками с противоградовыми ракетами[22]
- военизированные части противолавинной службы Федеральной службы по гидрометеорологии и мониторингу окружающей среды, вооружённые артиллерийскими орудиями[25] и миномётами[21]

Невооружённые военизированные организации:
- военизированные горноспасательные части;
- противофонтанная военизированная часть.

### Ранее существовали
- Внутренние войска МВД России (1991—2016)
- Федеральная служба по контролю за оборотом наркотиков
- Федеральная миграционная служба
- Федеральное агентство специального строительства
- Федеральная пограничная служба
- Федеральная служба железнодорожных войск
- Федеральная служба налоговой полиции
- Федеральное агентство правительственной связи и информации при Президенте Российской Федерации